# Cristian Coimbra
Cristian Michael Coimbra Arias (Santa Cruz de la Sierra, 31 de dezembro de 1988) é um futebolista profissional boliviano que atua como zagueiro, atualmente defende o Blooming.

## Carreira
Cristian Coimbra se profissionalizou no Guabirá.

## Seleção
Cristian Coimbra integrou a Seleção Boliviana de Futebol na Copa América de 2015.